# Wellen (Hohe Börde)
Wellen ist ein Ortsteil der Gemeinde Hohe Börde im Landkreis Börde in Sachsen-Anhalt.

## Geschichte

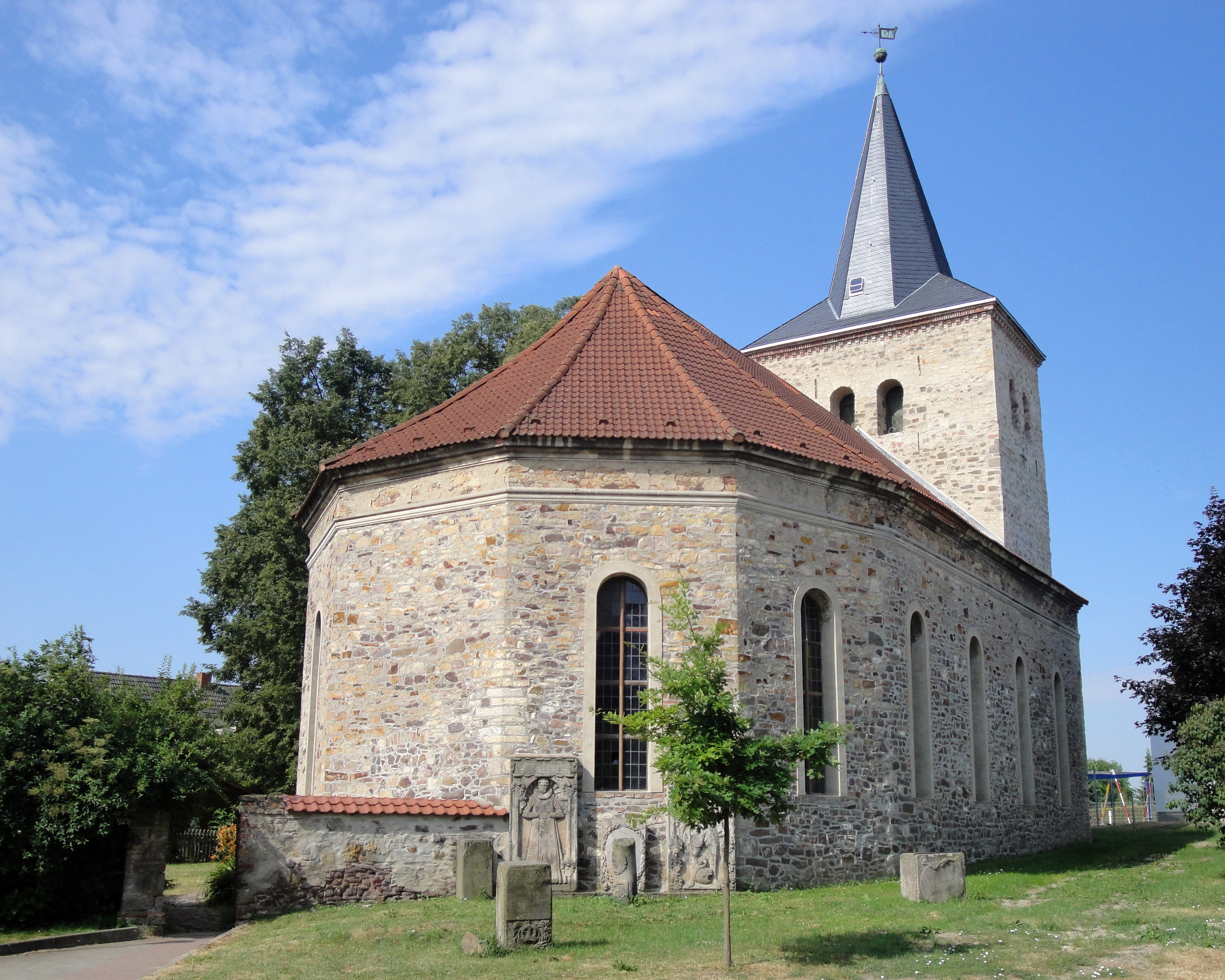
Kirche St. Christophorus

Die erste bekannte urkundliche Erwähnung des Ortes ist auf das Jahr 1137 datiert. Allerdings ist anzunehmen, dass der Ort schon früher erwähnt wurde, da ein Rechtsbuch aus dem 13. Jahrhundert darauf verweist, dass der Magdeburger Erzbischof Engelhardt (1051–1063 im Amt) „cen huve von greue Hoyer von Mansvelt zu groten Welle erworben“ hat.
Am südöstlichen Dorfrand befindet sich das archäologische Kulturdenkmal „Hohe Burg“. Dieses ist seit ca. 150 Jahren bekannt, in den preußischen Urmesstischblättern von 1821–1860 bereits als die „Hohe Burg“ eingetragen, und Bestandteil der Liste der Bodendenkmale in Hohe Börde.
Am 1. Januar 2010 schlossen sich die bis dahin selbstständigen Gemeinden Wellen, Ackendorf, Bebertal, Eichenbarleben, Groß Santersleben, Hermsdorf, Hohenwarsleben, Irxleben, Niederndodeleben, Nordgermersleben, Ochtmersleben und Schackensleben zur neuen Gemeinde Hohe Börde zusammen.

## Politik
Für den Ortsteil Wellen wurde eine Ortschaftsverfassung eingeführt. Der Ortschaftsrat von Wellen besteht aus 7 Mitgliedern.

### Ortsbürgermeister
Ortsbürgermeister ist René Stürmer (BfW), stellvertretende Ortsbürgermeisterin ist Sabine Pschihoda (parteilos).

### Ortschaftsrat aktuell
Wählergruppe BfW: 5 Sitze, CDU 1 Sitz, 1 Einzelbewerber, dessen Vorsitzender ist der Ortsbürgermeister.

### Wappen
Das Wappen wurde am 21. Oktober 1996 durch das Regierungspräsidium Magdeburg genehmigt.
Blasonierung: „Gespalten von Silber und Blau; vorn ein blauer Bundschuh, hinten -auf den Mittelteil des Feldes konzentriert- sechs silberne Wellenleisten.“

## Bauwerke
Das Kirchenschiff der evangelischen Kirche St. Christophorus wurde 1548 an den im 13. Jahrhundert als Schutz- und Festungsturm errichteten Kirchturm angebaut.
Weitere Kulturdenkmale sind in der Liste der Kulturdenkmale in Hohe Börde aufgeführt.

## Verkehrsanbindung

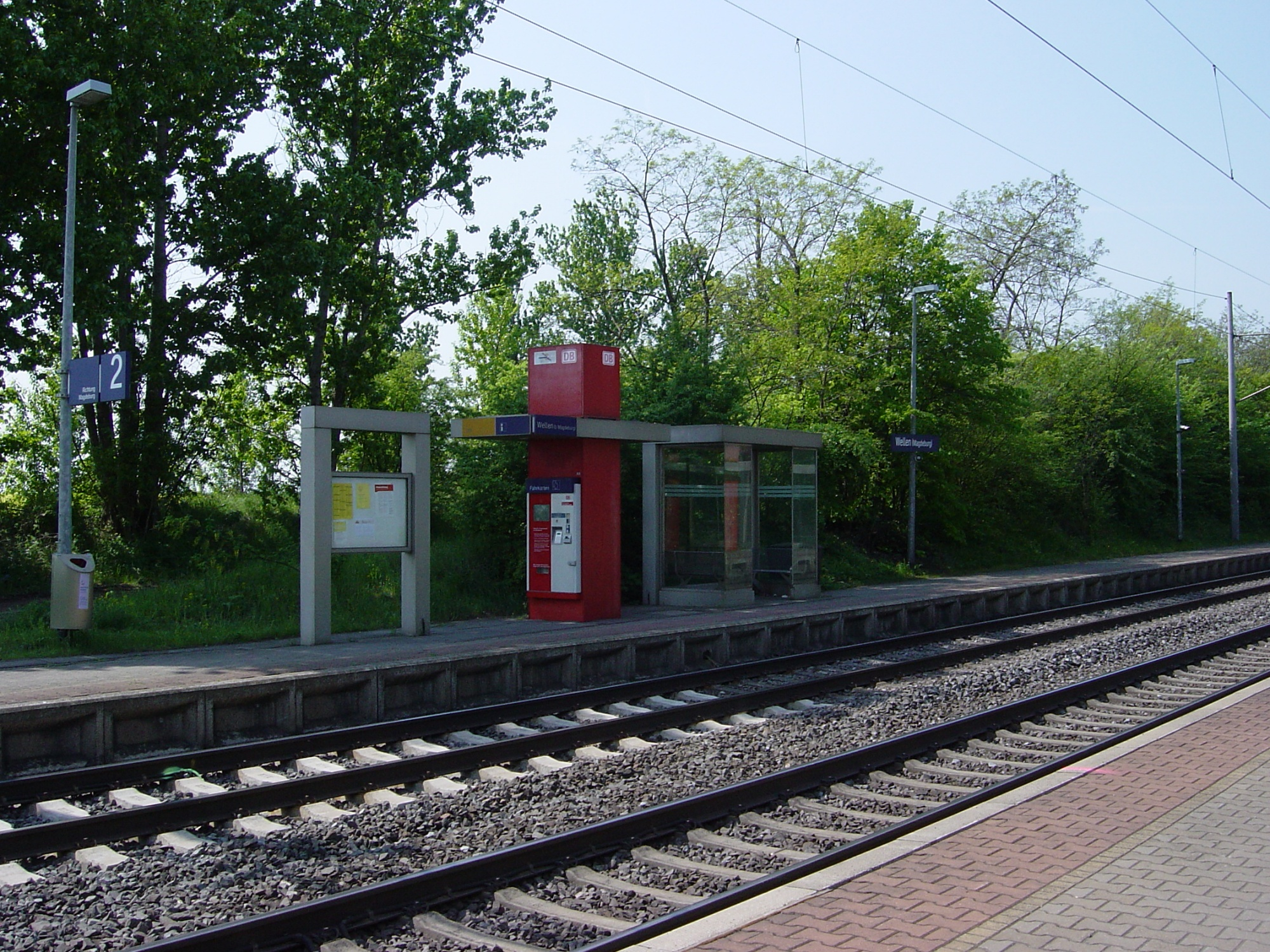
Haltepunkt Wellen (b Magdeburg)

Der Haltepunkt Wellen (b Magdeburg) liegt etwa 1 km südlich vom Ort entfernt an der Bahnstrecke Braunschweig–Magdeburg.
Wellen liegt an der Landstraße 46, eine Querstraße der Bundesstraße 1 zwischen Irxleben und Eichenbarleben.